# Borów (województwo mazowieckie)
Borów – wieś w Polsce położona w województwie mazowieckim, w powiecie zwoleńskim, w gminie Kazanów. Ma status sołectwa.
Wierni Kościoła Kościoła rzymskokatolickiego należą do parafii św. Stanisława w Kowalkowie. 
W latach 1975–1998 miejscowość administracyjnie należała do województwa radomskiego.